# Conselho de Ministros da Guiné Equatorial
O Conselho de Ministros da Guiné Equatorial é presidido pelo Presidente da Guiné Equatorial Teodoro Obiang Nguema, e constituído pelo Vice-Presidente Teodorín Nguema Obiang, o seu Primeiro-Ministro Manuel Osa Nsue Nsua juntamente com os restantes Ministros membros do governo.  
De acordo com a constituição, o conselho é responsável por auxiliar o presidente na execução da política nacional e em seus deveres políticos e administrativos. 

## Membros do Conselho de Ministros
O atual Governo da Guiné Equatorial foi nomeado em 2 de fevereiro de 2023 e é constituído pelos seguintes membros:
| Cargo                                                                                              | Titular                               |
| -------------------------------------------------------------------------------------------------- | ------------------------------------- |
| Presidente da Guiné Equatorial                                                                     | Teodoro Obiang                        |
| Vice-Presidente da Guiné Equatorial                                                                | Teodoro Nguema Obiang Mangue          |
| Primeiro-Ministro da Guiné Equatorial                                                              | Manuel Osa Nsue Nsua                  |
| Primeiro Vice-Primeiro-Ministro, Chefe do Ministério da educação, Ensino Universitário e Desporto  | Clemente Engonga Nguema Onguene       |
| Segundo Vice-Primeiro-ministro, encarregado das relações com o Parlamento e dos Assuntos Jurídicos | Tenngel Mesie Mibuy                   |
| Terceiro Vice-Primeiro-Ministro, Chefe dos Direitos Humanos                                        | Alfonso Nsue Mokuy                    |
| Ministro de Estado da Presidência da República, encarregado das Missões                            | Alejandro Evuna Owono Asangono        |
| Ministro de Estado da Presidência do governo encarregado da integração Regional                    | Lucas Abaga Nchama                    |
| Ministro de Estado encarregado da Segurança Nacional                                               | Nicolás Obama Nchama                  |
| Ministro de Estado encarregado da segurança externa                                                | Juan Antonio Bibang Nchuchuma         |
| Ministro Secretário-Geral da Presidência do Governo                                                | Ramón Nká Ela Nchama                  |
| Ministro dos Negócios Estrangeiros e da Cooperação Internacional                                   | Simeón Oyono Esono Angüe              |
| Ministro da Justiça, do culto e das instituições penitenciárias                                    | Sergio Esono Abeso Tomo               |
| Ministro da Defesa Nacional                                                                        | Victoriano Bibang Nsue Okomo          |
| Ministro das Finanças e dos Orçamentos                                                             | Fortunato Ofa Mbo Nchama              |
| Ministro do Planeamento e diversificação económica                                                 | Gabriel Mbega Obiang Lima             |
| Ministro da Juventude e do Desporto                                                                | Patricio Bakale Mba                   |
| Ministro da Saúde e da Segurança Social                                                            | Mitoha Ondo'o Ayekaba                 |
| Ministro das Obras Públicas, habitação e Urbanismo                                                 | Clemente Ferreiro Villarino           |
| Ministro do trabalho, promoção do Emprego e Segurança Social                                       | Alfredo Mitogo Mitogo Ada             |
| Ministro da Agricultura, Pecuária e Desenvolvimento Rural                                          | Juan Josué Ndong Tomo                 |
| Ministro das Pescas e dos Recursos Hídricos                                                        | Francisco Medina                      |
| Ministro das minas e hidrocarbonetos                                                               | Antonio Oburo Ondo                    |
| Ministro da electricidade e das energias renováveis                                                | Gervasio Engonga Mba                  |
| Ministro da Informação, imprensa e Rádio                                                           | Pamela Nse Eworo                      |
| Ministro dos Assuntos Sociais e da igualdade de género                                             | María Consuelo Nguema Oyana           |
| Ministro dos Transportes, Correios e Novas Tecnologias da Informação e comunicação                 | Honorato Evita Oma                    |
| Ministro do serviço público e da Reforma Administrativa                                            | Eucario Bakale Angue                  |
| Ministro do Comércio, Indústria e Promoção Empresarial                                             | Benjamimín Bakale Nkara               |
| Ministro da Aviação Civil                                                                          | Norberto-Bartolomé Mensuy Mañe Andeme |
| Ministro da Cultura, Turismo e promoção do Artesanato                                              | Rufino Ndong Esono Nchama             |
| Ministro do Interior e empresas locais                                                             | Faustino Ndong Esono Ayang            |

Fonte 